# 朴彦昌
朴 彦昌（ぼく げんしょう、朝鮮語: 박언창、? - 929年）は、新羅第54代国王の景明王の第5王子。君号は沙伐大君（サボルデグン、さばつだいくん、朝鮮語: 사벌대군）。
927年、景哀王の自殺後、自らを後沙伐王と称し沙伐州に建都した。929年病没した。